# Adnan Hussain
Adnan Hussain Ahmad Mohd Ahmadian Al Balooshi (Dubai, 6 dicembre 1985) è un calciatore emiratino, difensore dell'Al-Ahli Club.

## Carriera

### Nazionale
Nel 2012 ha esordito con la nazionale emiratina.

## Palmarès

### Club

#### Competizioni nazionali
- Coppa del Presidente degli Emirati Arabi Uniti: 1

Al-Ahli: 2012-2013